# Eurypoda (kevers)
Eurypoda is een kevergeslacht uit de familie van de boktorren (Cerambycidae). De wetenschappelijke naam van het geslacht werd voor het eerst geldig gepubliceerd in 1853 door Saunders.

## Soorten
Eurypoda omvat de volgende soorten:
- Eurypoda batesi Gahan, 1894
- Eurypoda parandraeformis (Lacordaire, 1869)
- Eurypoda antennata Saunders, 1853
- Eurypoda boninensis Hayashi & Kusama, 1974
- Eurypoda nigrita Thomson, 1865
- Eurypoda unicolor Hayashi, 1956